# Blade Runner: Black Lotus
Blade Runner: Black Lotus è una serie televisiva anime giapponese-americana basata sul franchise di Blade Runner, presentata per la prima volta il 14 novembre 2021. È una coproduzione tra Crunchyroll e Adult Swim, oltre ad essere stata creata in collaborazione con Alcon Television Group.

## Trama
La serie animata si svolge a Los Angeles nel 2032, dieci anni dopo il Black Out del 2022, ma prima del 2036: Nexus Dawn, ed è incentrato su una replicante protagonista femminile, chiamata Elle. Include anche personaggi "familiari" dell'universo di Blade Runner.

## Doppiatori
| Personaggio         | Doppiatore originale | Doppiatore inglese |
| ------------------- | -------------------- | ------------------ |
| Elle                | Arisa Shida          | Jessica Henwick    |
| Joseph              | Shinshu Fuji         | Will Yun Lee       |
| Alani Davis         | Takako Honda         | Samira Wiley       |
| Niander Wallace Jr. | Takehito Koyasu      | Wes Bentley        |
| Niander Wallace Sr. | Takaya Hashi         | Brian Cox          |
| Marlowe             | Taiten Kusunoki      | Josh Duhamel       |
| Josephine Grant     | Yoshiko Sakakibara   | Peyton List        |
| Earl Grant          | Hōchū Ōtsuka         | Stephen Root       |
| Doc Badger          | Takayuki Kinba       | Barkhad Abdi       |
| Senatore Bannister  | Masane Tsukayama     | Gregg Henry        |
| Dottor M            | Akio Nojima          | Henry Czerny       |
| Hooper              | Kazuki Yao           | Jason Spisak       |

## Episodi
| nº | Titolo originale          | Titolo italiano                | Pubblicazione    |
| -- | ------------------------- | ------------------------------ | ---------------- |
| 1  | City of Angels            | City of Angels                 | 14 novembre 2021 |
| 2  | All We Are Not            | La me stessa che non sono io   | 14 novembre 2021 |
| 3  | The Human Condition       | Ciò che ci rende umani         | 21 novembre 2021 |
| 4  | The Doll Hunt             | The Doll Hunt                  | 28 novembre 2021 |
| 5  | Pressure                  | Pressure                       | 5 dicembre 2021  |
| 6  | The Persistence of Memory | L'immagine residua dei ricordi | 12 dicembre 2021 |
| 7  | Reality                   | Realtà                         | 19 dicembre 2021 |
| 8  | The Davis Report          | Il rapporto di Davis           | 2 gennaio 2022   |
| 9  | Free Will                 | Libero arbitrio                | 9 gennaio 2022   |
| 10 | Clair de Lune             | Clair de Lune                  | 16 gennaio 2022  |
| 11 | All the Best Memories     | Tutti i ricordi più belli      | 23 gennaio 2022  |
| 12 | Artificial Souls          | Anime artificiali              | 30 gennaio 2022  |
| 13 | Time to Die               | Tempo di morire                | 6 febbraio 2022  |

### Speciale
| Titolo originale                              | Titolo italiano | Prima TV USA    | Prima TV Italia |
| --------------------------------------------- | --------------- | --------------- | --------------- |
| Blade Runner: Black Lotus - Benefit or Hazard |                 | 7 novembre 2021 |                 |